# 岐阜市北部市民プール
岐阜市北部市民プール（ぎふしほくぶしみんプール）は、岐阜県岐阜市にある水泳施設

## 概要
- 1986年（昭和61年）7月1日開館。岐阜市北部体育館と同じ敷地内にある。
- 指定管理者制度を導入しており、技研サービスが管理運営する[1]。

## 施設概要
- 一般用プール（8コース、25mx17m、水深1.1～1.2m）
- 幼児用プール（水深0.3～0.6m）

## 利用案内
- 住所：岐阜県岐阜市正木1020-2
- 利用期間：岐阜市内小・中・高等学校の夏休み期間（7月21日～8月31日）、7月第2及び第3土・日曜日、9月第1及び第2土・日曜日　※年により変更有
- 利用時間：10:00〜15:00
- 利用料金：
  - 普通券：大人200円、小・中学生100円
  - 回数券：大人2000円、小・中学生1000円　（11枚つづり）
  - 幼児、市内居住の70歳以上、障害者など（及びその介護者）は無料
  - 7月及び8月の第3日曜日はプールデーとして無料開放となる。

## 交通アクセス
- 岐阜バス「正木北」バス停より徒歩約10分。
  - 名鉄岐阜駅（名鉄岐阜のりば）・岐阜駅（JR岐阜駅バスターミナル）より、岐阜大学・病院線【C70】「岐阜大学病院」、岐南町線【N45】「岐阜大学病院」（岐阜公園経由）行き

## 周辺施設
- 岐阜大学
- 岐阜市立青山中学校
- 岐阜市立鷺山小学校
- 鳥羽川緑地
- 西郷郵便局
- ケーズデンキ岐阜正木店
- 洋服の青山岐阜正木店
- 鳥羽川
- 岐阜県道77号岐阜環状線